# جيانكارلو امبورتا
جيانكارلو امبورتا (بالإيطالية: Giancarlo Improta)‏ هو لاعب كرة قدم إيطالي في مركز الهجوم، ولد في 15 أبريل 1987 في نابولي في إيطاليا. لعب مع سورينتو كالتشيو ‏.

## وصلات خارجية
- جيانكارلو امبورتا على موقع قاعدة بيانات كرة القدم.إي يو (الإنجليزية)